# Aérodrome de Sheghnan
L'aérodrome de Sheghnan (code OACI: OASN) est situé à l'extrême nord-est de l'Afghanistan dans les montagnes de l'Hindou Kouch. 

## Situation
La piste de cet aérodrome ne doit pas être confondue avec celle du terrain de Khorugh située à seulement 600 mètres à l'est, de l'autre côté de la frontière avec le Tadjikistan.
La piste en gravier comporte des zones dures et souples. Située en zone montagneuse où la météo est susceptible de changer rapidement, sa condition peut se détériorer sans préavis. En outre, l'aérodrome ne comporte pas d'infrastructure aéroportuaire. 

## Compagnies et destinations
- Néant